# Scars of Tomorrow
Scars Of Tomorrow fue una banda de Metalcore de Orange County, California, formada el 2000 que lanzó 5 discos antes de separarse en mayo de 2007.

## Historia
Scars of Tomorrow lanzó su primer material en Thorp Records, que posteriormente hizo dos álbumes más antes de irse a Victory Records en mayo del 2003. Después de que fue lanzado su tercer álbum, hicieron giras con Himsa, Atreyu, y Norma Jean. Después de lanzar su cuarto disco, The Horror of Realization, en el 2005, se fue en tour con Bury Your Dead, pero apenas empezó, Todos los miembros excepto el vocalista Mike Milford dejaron el grupo. Después Milford encontró rápidamente reemplazos (Dave Rodríguez, Carlos García, Warren Walczak ,Robert Bradley, y Chris Warner) y cuando la banda estuvo completa continuó el tour. Tras cambios en el grupo, la banda lanzó su quinto disco en octubre de 2006; mientras que Thorp Records lanzó los inicios de la banda. Después del tour, la banda se separó en mayo del 2007.

## Miembros
- Mike Milford - vocalista (2000-2007)
- Ruben Martínez - batería (2000-2003)
- Mike Madariaga - guitarra (2003)
- Carlos García - guitarra (2000-2005)
- Robert Bradley - bajo (2000-2005)
- Chris Warner - batería (2003-2005)
- Dave Rodríguez - guitarra (2003-2005)
- Warren Walczak - guitarra(2005-2006)
- Dan Bieranowski - bajo (2006-2007)
- Ryan Severino - batería (2005-2006)
- Joey Atkins - guitarra (2005-2007)
- Kevin Fifield - guitarra (2005-2007)
- Justin Salinas - batería (2006-2007)
- Mike Boccuzzi - bajo (2006-2007)

## Discografía
- All Things Change (Thorp Records, 2002)
- Design Your Fate (Thorp, 2003)
- Rope Tied to the Trigger (Victory Records, 2004)
- The Horror of Realization (Victory, 2005)
- The Failure in Drowning (Victory, 2006)